# Casa de la Vila de Santa Maria de Meià
La Casa de la Vila de Santa Maria de Meià és un edifici barroc al municipi de Vilanova de Meià (Noguera) inclosa a l'Inventari del Patrimoni Arquitectònic de Catalunya.

## Descripció
Edifici situat a la cantonada, de planta baixa, dues plantes i golfes. Abans havia estat una església amb la porta central rectangular motllurada. Té dues finestres quadrades als laterals i una d'espitllera amb arc de mig punt a la façana del carreró que avui queda entre dues plantes. Els dos balconets i les noves finestres han estat retallades al mur de carreus que està escairat a la façana principal i filades rústiques a la façana lateral, que podria ser encara anterior.
La làpida fundacional es troba encastada a la cantonada de la façana principal de l'antiga església de Sant Benet.

## Història
Està emmarcada al centre històric de l'antic Castelló de Meià, anterior al segle xiii. A la pedra encastada a la cantonda de la façana principal hi figura la data, 1641.